# Dhun-Nuniden
Die Dhun-Nuniden, auch Zennun genannt (arabisch بنو ذي النون, DMG Banū Ḏī n-Nūn), waren eine Berberdynastie in Ṭulayṭula (Toledo) (852–930 und 1028–1085), Valencia (1065–1075 und 1086–1092) sowie in Málaga (1229, fragwürdig).
Nachdem die Dhun-Nuniden schon zwischen 852 und 930 die Herrschaft über Toledo innehatten, sich aber den Umayyaden wieder unterwerfen mussten, errangen sie während der Machtkämpfe im Kalifat von Córdoba am Anfang des 11. Jahrhunderts unter Ismail az-Zafir (1028–1043) erneut ihre Unabhängigkeit (siehe auch: Taifa-Königreiche). Zunächst stand Toledo dabei in erbitterten Kämpfen mit den Hudiden von Saragossa, die Kastilien für Einfälle in Toledo bezahlten, woraufhin Toledo im Gegenzug das Königreich Navarra für Angriffe auf Saragossa bezahlte.
Seine Nachfolger Yahya I. al-Mamun (1043–1075) und Yahya II. al-Qadir (1075–1092) dehnten die Herrschaft zeitweise  sogar auf Valencia aus (1065–1076). Zwar wurden 1069 auch die Dschahwariden in Córdoba gestürzt, doch verloren die Dhun-Nuniden diese Eroberung schon 1070 an die Abbadiden von Sevilla. 1079–81 vertrieben die Aftasiden von Badajoz den Dhun-Nuniden Yahya II. sogar aus Toledo selbst, der gestürzte Emir konnte aber mit kastilischer Hilfe zurückkehren.
Auch wenn die Dhun-Nuniden so eines der größten Taifa-Königreiche regierten, waren sie doch zu schwach, sich gegen das christliche Kastilien zu behaupten. So mussten sie dessen Oberherrschaft anerkennen und Tribute entrichten. Nachdem schon 1083 Madrid gefallen war, eroberte Alfons VI. von Kastilien 1085 Toledo. 1085 beherrschten die Dhun-Nuniden, wie schon 1080, nur noch Cuenca. Dem erneut gestürzten Yahyia II. wurde 1086 zum Ausgleich bei der Eroberung von Valencia geholfen. Dort wurde Yahya II. allerdings schon 1092 von Almoraviden-freundlichen Rebellen ermordet. Nach deren Hinrichtung geriet Valencia 1094 unter die Herrschaft des El Cid.
Der Fall Toledos hatte eine Gegenoffensive der Almoraviden und damit die marokkanische Herrschaft über Andalusien ausgelöst. Nach der Eroberung Toledos durch Kastilien wurde die Stadt zum Zentrum für die Übersetzung arabischer Werke in die lateinische Sprache. Dadurch wurden viele im Westen verlorengegangene Texte aus der griechischen Antike wieder in Europa zugänglich.
Nach dem Sturz der Almohaden riss 1229 in Málaga ein Emir die Macht an sich, der von den Dhun-Nuniden abzustammen behauptete, er wurde aber 1239 durch die Nasriden von Granada verdrängt.